# محمد غنیم
محمد غنیم فعال سیاسی و رئیس جریان شیعه کشور مصر است.

## تولد و تحصیلات
وی در 17 مارس 1939 میلادی در شهر منصوره متولد شد. وی تحصیلاتش را تا دکترا در دانشگاه عین الشمس طی کرد.

## نامزد ریاست جمهوری مصر
او برای حضور در انتخابات ریاست جمهوری مصر در سال ۲۰۱۲ میلادی نام‌ نویسی کرد.

## برخی مواضع
از مواضع سیاسی او می‌توان به دفاع از مردم غزه و حمایت از سفر محمد مرسی به ایران در شهریور ۱۳۹۱ اشاره کرد.

## ریاست جریان شیعه مصر
وی با ریاست بر جریان شیعه مصر، همچنین به دفاع از حقوق شیعیان در مصر می‌پردازد.

## جوایز
- جائزة الدولة التشجیعیة فی العلوم الطبیة عام 1978.
- جائزة مبارک للعلوم عام 2001.